# Guldmulte
Guldmulte (Liza aurata) är en egentligen subtropisk fiskart som har ökat kraftigt i Skandinavien sedan 1960-talet. 

## Utseende
Guldmulten påminner om den tunnläppade multen med silverfärgade sidor, men längsstrimmorna är gråaktiga och den har en stor, guldfärgad fläck på gällocket. Den saknar dessutom någon svart fläck vid bröstfenornas bas, och dessa är längre än hos den tunnläppade multen. Den blir som mest 60 cm lång; vanligtvis ligger längden dock kring 30 cm. Den kan bli åtminstone 12 år gammal.

## Utbredning
Utbredningsområdet omfattar östra Atlanten från södra Norge över Brittiska öarna, Medelhavet och Svarta havet till Kap Verdeöarna, Senegal och Röda havet. Den utplanterades i Kaspiska havet mellan 1931 och 1934.

## Vanor
Arten lever vanligtvis i pelagiska stim nära kusterna. Den kan även gå upp i flodmynningarnas brackvatten, och sällsynt även i rent sötvatten. Ynglen lever på plankton som kiselalger, blötdjurslarver och små kräftdjur samt detritus som de tar i ytvattnet; de äldre tar även bottendjur som fullbildade blötdjur, märlkräftor, maskar och fjädermygglarver, men även här spelar detritus en stor roll. Dessutom betar de påväxt (perifyton) från stenar och bottenmaterial.

### Fortplantning
Guldmulten blir könsmogen tidigast vid 3 års ålder, oftare mellan 4 och 6 år. Den leker i havet från juli till november. Äggen är pelagiska.

## Ekonomisk betydelse
Ett visst fiske bedrivs, men köttet anses vara av växlande kvalitet.

## Status
IUCN har klassificerat guldmulten som livskraftig ("LC"). Arten är vanlig, och något känt hot föreligger inte.